# 宜昌百合
宜昌百合（学名：Lilium leucanthum）为百合科百合属下的一个种。

## 扩展阅读
維基物種上的相關：宜昌百合